# La Corbeille enchantée
La Corbeille enchantée és una pel·lícula muda de Georges Méliès estrenada el 1903 a l'inici del cinema mut i produïda per Star Film Company. La pel·lícula es considera perduda.

## Argument
Un granger visita un mag per veure alguns dels seus millors trucs. El mag treu d'un ram de flors una noia bonica i graciosa, a qui el granger enamorat intenta besar. En canvi, però, fa un petó al diable, que el colpeja sense pietat i finalment el destrueix en mil trossos. El mag li pregunta al pagès si vol veure un altre espectacle, però aquest decideix fugir amb gran terror.